# Rob Bourdon
Robert Gregory Bourdon (Calabasas, 20 gennaio 1979) è un batterista statunitense, noto per la sua militanza nei Linkin Park.

## Biografia
Di origini ebraiche e concittadino di alcuni membri degli Incubus, trascorse i suoi primi anni ad Agoura Hills, un sobborgo di Los Angeles da cui provengono anche Mike Shinoda e Brad Delson, suoi futuri colleghi nei Linkin Park.
Iniziò a suonare la batteria a dieci anni, dopo aver seguito un concerto degli Aerosmith, il cui batterista Joey Kramer era un amico della madre. A tredici anni cominciò a suonare per altri gruppi, e in quel periodo conobbe Delson, con cui formò i Relative Degree. Nel 1997 si unì agli Xero su consiglio del suo ex-compagno di liceo Jason Shinoda, fratello minore del fondatore Mike Shinoda. Pochi anni più tardi il gruppo cambiò nome in Linkin Park, con il quale Bourdon ha pubblicato i sette album in studio usciti tra il 2000 e il 2017. Pochi anni più tardi ha preso la decisione di lasciare il gruppo per motivi personali, notizia rivelata soltanto nel settembre 2024 con l'annuncio del ritorno dei Linkin Park sulle scene musicali.

## Discografia

### Con i Linkin Park
- 2000 – Hybrid Theory
- 2003 – Meteora
- 2007 – Minutes to Midnight
- 2010 – A Thousand Suns
- 2012 – Living Things
- 2014 – The Hunting Party
- 2017 – One More Light

### Collaborazioni
- 2004 – Depeche Mode – Enjoy the Silence 04 (da Remixes 81-04)
- 2013 – Ryan Giles – Truth Inside a Lie (LPU Sessions 2013) (da Underground XIII)
- 2018 – Mike Shinoda – Place to Start (da Post Traumatic EP)